# Бостонска побуна 1689.
Бостонска побуна 1689. била је народни устанак 18. априла 1689. против владавине сер Едмунда Андроса, гувернера Доминиона Нове Енглеске. У граду Бостону, главном граду доминиона, формирала се добро организована „руља“ покрајинске милиције и грађана и ухапсила званичнике доминиона. Чланови Енглеске цркве су такође били приведени ако се веровало да саосећају са администрацијом доминиона. Ниједна фракција није претрпела жртве током побуне. Лидери бивше колоније залива Масачусетс тада су поново преузели контролу над владом. У другим колонијама на власт су враћени чланови влада које је доминион расељавао.
Андрос је постао гувернер Нове Енглеске 1686. Непријатељство локалног становништва зарадио је спровођењем рестриктивних закона о пловидби, негирањем валидности постојећег власништва над земљиштем, ограничавањем градских састанака и именовањем непопуларних редовних официра да воде колонијалну милицију, између осталих акција. Штавише, разбеснео је пуританце у Бостону промовишући Енглеску цркву, коју су многи неконформистички колонисти Нове Енглеске одбацили.

## Позадина
Почетком 1680-их, енглески краљ Чарлс II Стјуарт почео је да предузима кораке да реорганизује колоније Нове Енглеске. Повеља колоније у заливу Масачусетс је опозвана 1684. након што су њени лидери одбили да поступе по његовим захтевима за реформама у колонији (укидајући „Хал ковницу“ ( Џон Хал је био благајник и управник ковнице колоније у заливу Масачусетс)) када је Чарлс тражио да рационализује администрацију колонија и да их ближе стави под контролу круне. Умро је 1685, али је његов наследник наставио напоре, римокатолик Џејмс II, који је кулминирао стварањем Доминиона Нове Енглеске. Именовао је бившег гувернера Њујорка сер Едмунда Андроса за гувернера доминиона 1686. Доминион се састојао од територија колоније Масачусетс Беј, колоније Плимут, колоније Конектикат, провинције Њу Хемпшир и колоније Роуд Ајланд и Плантажа Провиденс. Године 1688, његова јурисдикција је проширена на Њујорк, Источни Џерси и Западни Џерси.
Андросова владавина је била крајње непопуларна у Новој Енглеској. Он је занемарио локалну заступљеност, негирао је валидност постојећих права на земљиште у Масачусетсу (који су зависили од старе повеље), ограничио градске састанке и натерао Енглеску цркву у претежно пуританске регионе. Такође је спровео Законе о навигацији који су угрожавали постојање одређених трговачких пракси Нове Енглеске. Краљевске трупе стациониране у Бостону често су малтретирали њихови официри, који су били присталице гувернера и често или англиканци или римокатолици.
У међувремену, краљ Џејмс је постајао све непопуларан у Енглеској. Он је својим покушајима да олабави казнене законе отуђио торијевце који су иначе подржавали,  и издао је Декларацију о индулгенцији 1687. којом је успостављена извесна слобода вероисповести, што је потез против којег се супротстављала англиканска црквена хијерархија. Повећао је моћ регуларне војске, акцију коју су многи парламентарци видели као претњу њиховом ауторитету, и поставио је католике на важне војне положаје. Џејмс је такође покушао да постави симпатизере у парламент за које се надао да ће укинути Закон о тестирању који је захтевао строги англикански верски тест за многе цивилне службе. Неки Виговци и Торијевци су оставили по страни своје политичке разлике када је његов син и потенцијални наследник Џејмс рођен у јуну 1688,  и склопили су заверу да га замене његовим протестантским зетом Вилијамом, принцом од Оранџа. Холандски принц је безуспешно покушавао да наведе Џејмса да преиспита своју политику;  пристао је на инвазију, а скоро бескрвна револуција која је уследила у новембру и децембру 1688. поставила је Вилијама и његову жену Мери као сувладаре.
Верске вође Масачусетса су предводили Котон и Инкриз Метер. Они су се противили владавини Андроса и организовали су неслагање са циљем да утичу на суд у Лондону. Инкриз Мезер је послао писмо захвалности краљу у вези са Декларацијом о индулгенције, а он је предложио другим пасторима Масачусетса да му такође изразе захвалност као начин да стекну наклоност и утицај. Десет пастора се сложило да то учине, и они су послали Инкриза Мазера у Енглеску да поднесе свој случај против Андроса. Секретар Доминиона Едвард Рендолф је више пута покушавао да га заустави, укључујући подношење кривичних пријава, али се Мезер тајно укрцао на брод који је ишао за Енглеску у априлу 1688. Њега и друге агенте Масачусетса примио је краљ Џејмс у октобру 1688, који је обећао да ће забринутости колоније бити решене. Догађаји револуције, међутим, зауставили су овај покушај да се добије обештећење.
Агенти Масачусетса су затим упутили молбу новим монарсима и господарима трговине (претходницима Трговинског одбора који је надгледао колонијалне послове) за обнављање Повеље Масачусетса. Мезер је даље убедио Господаре трговине да одложе обавештавање Андроса о револуцији. Већ је послао писмо претходном колонијалном гувернеру Сајмону Бредстриту које је садржало вести о извештају (припремљеном пре револуције) да је поништавање Повеље Масачусетса било незаконито, и позвао је судије да „припреме умове људи за промену „. Гласине о револуцији су очигледно стигле до неких појединаца у Бостону пре него што су стигле званичне вести. Бостонски трговац Џон Нелсон писао је о догађајима у писму од краја марта  и писмо је подстакло састанак високих политичких и верских лидера против Андроса у Масачусетсу.
Андрос је прво добио упозорење о предстојећој побуни против његове контроле док је водио експедицију за утврђивање Пемакида ( Бристол, Мејн), са намером да заштити подручје од француских и индијских напада. Почетком јануара 1688/9,  примио је писмо од краља Џејмса у којем је описано јачање холандске војске. 10. јануара издао је проглас који упозорава на протестантску агитацију и забрањује устанак против доминиона. Војне снаге које је он водио у Мејну биле су састављене од британских регуларних војника и милиције из Масачусетса и Мејна. Четама милиције командовали су редовници који су увели строгу дисциплину која је милиционере отуђивала од њихових официра. Андрос је био упозорен на састанке у Бостону и такође је добијао незваничне извештаје о револуцији, а вратио се у Бостон средином марта. Кружила је гласина да је одвео милицију у Мејн као део такозване "попске завере"; милиција Мејна се побунила, а они из Масачусетса су почели да се враћају кући. Почетком априла у Бостон је стигао проглас којим се најављује револуција; Андрос је ухапсио гласника, али су његове вести биле дистрибуиране, охрабрујући народ. Андрос је 16. априла писао свом команданту у Пемакид-у да „међу људима влада општа гужва, велика у очекивању њихове старе повеље“, чак и док се припремао да дезертере који се враћају ухапси и пошаље назад у Мејн. Претња хапшења од стране сопствене колонијалне милиције повећала је тензије између народа Бостона и владе доминиона.

## Побуна у Бостону
Око 5 сати ујутро 18. априла, чете милиције почеле су да се окупљају испред Бостона у Чарлстауну, преко пута реке Чарлс, и у Роксберију, који се налази на крајњем крају врата који повезује Бостон са копном.  Око 8 сати ујутро, чете из Чарлстауна су се укрцале на чамце и прешле реку, док су чете Роксберија марширали низ врат и у град. Истовремено, људи из Древне и часне артиљеријске чете ушли су у домове пуковских бубњара у граду, одузимајући им опрему. Чете милиције састале су се око 8:30, придружила им се све већа гомила и почеле да хапсе вође доминиона и пукова. На крају су опколили Форт Мери где је Андрос био смештен.
Међу првима који су ухапшени био је капетан Џон Џорџ који је дошао на обалу између 9 и 10 сати, да би га дочекао вод милиције и бродски столар који су се придружили Американцима. Ђорђе је захтевао да види налог за хапшење, а милиционери су извукли мачеве и одвели га у притвор. До 10 сати ујутру, већина доминиона и војних званичника је или ухапшена или је побегла на безбедно острво Касл или друге утврђене испоставе. Бостонски англиканци су били окупљени од стране људи, укључујући црквеног управника и апотекара. Нешто пре подне, на Бикон Хилу је подигнута наранџаста застава која је сигнализирала још 1.500 милиција да уђу у град. Ове трупе су се формирале на пијаци, где је прочитана декларација која подржава „племенити подухват принца од Оранског “, позивајући народ да устане због „ужасне папске завере“ која је откривена.
Колонијално руководство Масачусетса на челу са бившим гувернером Сајмоном Бредстритом позвало је гувернера Андроса да се преда ради сопствене безбедности. Он је одбио и покушао да побегне у Роуз, али је милиција пресрела чамац који је дошао на обалу из Роуза, а Андрос је био приморан да се врати у Форт Мери. Уследили су преговори и Андрос је пристао да напусти тврђаву како би се састао са саветом. Обећано му је безбедно понашање и под стражом је одмарширао до градске куће у којој се окупило веће. Тамо му је речено да "морају и хоће да имају Владу у својим рукама", како то описује анонимни налог, и да је ухапшен. Данијел Фишер га је зграбио за оковратник  и одвео у дом званичника доминиона Џона Ашера и држао под помним надзором.
Роуз и Форт Вилијам на острву Касл су у почетку одбили да се предају. Међутим, 19., посади на Росеу је речено да је капетан планирао да одвезе брод у Француску да се придружи прогнаном краљу Џејмсу. Уследила је борба, а протестанти међу посадом су скинули опрему са брода. Трупе на острву Касл су то виделе и предале се.

## Последице
Форт Мери се предао 19. и Андрос је тамо пресељен из Ашерове куће. Био је затворен са Џозефом Дадлијем и другим званичницима доминиона до 7. јуна, када је пребачен на Острво Касл. Нашироко је кружила прича да је покушао да побегне обучен у женску одећу. Ово је оспорио бостонски англикански министар Роберт Ретклиф, који је тврдио да такве приче „немају ни најмање основе истине“, већ да су „неистине и лажи“ пропагиране да би „гувернер учинио одвратним свом народу“. Андрос је успео да побегне са острва Касл 2. августа након што је његов слуга подмитио стражаре пићем. Успео је да побегне на Роуд Ајланд, али је убрзо ухваћен и задржан у готово самици. Он и други ухапшени након побуне задржани су 10 месеци пре него што су послати у Енглеску на суђење. Агенти Масачусетса у Лондону одбили су да потпишу документе у којима се наводе оптужбе против Андроса, па је он по кратком поступку ослобођен и пуштен. Касније је био гувернер Вирџиније и Мериленда.

## Распуштање доминиона
Остале колоније Нове Енглеске у доминиону биле су обавештене о свргавању Андроса, а колонијалне власти су кренуле да обнове владине структуре које су постојале пре наметања доминиона. Роуд Ајланд и Конектикат су обновили управљање у складу са својим ранијим повељама, а Масачусетс је обновио управљање у складу са својом упражњеном повељом након што је њиме привремено управљао комитет састављен од судија, званичника Масачусетс залива и већине Андросовог већа. Њу Хемпшир је привремено остао без формалне владе и био је под контролом Масачусетса и његовог гувернера Сајмона Бредстрита, који је био де факто владар северне колоније. Плимут Колонија је такође обновила свој претходни облик управљања.
Током свог заточеништва, Андрос је могао да пошаље поруку Френсису Николсону, свом подгувернеру са седиштем у Њујорку. Николсон је примио захтев за помоћ средином маја, али већина његових трупа је послата у Мејн и он није могао да предузме било какву ефикасну акцију јер су тензије расле и у Њујорку. И самог Николсона је збацила фракција коју је предводио Џејкоб Лајслер и он је побегао у Енглеску. Лајслер је владао Њујорком до 1691. године када је стигао одред трупа  за којим је дошао Хенри Слоутер, кога су Вилијам и Мери поставили за гувернера. Слоутер је дао Лајслеру да се суди под оптужбом за велеиздају; осуђен је и стрељан.
Енглески званичници нису уложили никакав даљи напор да обнове разорену доминацију након гушења Лајслерове побуне и поновног успостављања колонијалних влада у Новој Енглеској. Када се сазнало за Андросово хапшење, дискусија у Лондону се окренула ка суочавању са Масачусетсом и његовом поништеном повељом. Ово је довело до формирања провинције Масачусетс Беј 1691, спајајући Масачусетс са колонијом Плимут и територијама које су претходно припадале Њујорку, укључујући Нантакет, Мартас Винјард, Елизабетина острва и делове Мејна. Инкриз Мезер је био неуспешан у својим покушајима да обнови стару пуританску владавину; нова повеља је захтевала именовање гувернера и религијску толеранцију.